# Torre d'en Serra
La Torre d'en Serra és una obra de Santa Oliva (Baix Penedès) protegida com a Bé Cultural d'Interès Local.

## Descripció
Edificació situada en una parcel·la que dona al Camí del Tomoví, terrenys molt propers al municipi d'El Vendrell. Es tracta d'una construcció de planta circular construïda amb fàbrica de maçoneria amb paraments exteriors arrebossats. L'edificació està escapçada i no presenta coberta.

## Història
El darrer ús conegut d'aquest edifici fou el de molí fariner de vent, en actiu fins als anys 30 del segle xx.